# Velká Lečice
Velká Lečice (en allemand : Groß Letschitz) est une commune du district de Příbram, dans la région de Bohême-Centrale, en République tchèque. Sa population s'élevait à 179 habitants en 2020.

## Géographie
Velká Lečice se trouve à 11,6 km au nord-ouest de Dobříš, à 26,5 km au nord-est de Příbram et à 31 km au sud-sud-ouest de Prague.
La commune est limitée par Bojanovice au nord et au nord-est, par Nové Dvory à l'est et au sud-est, par Nový Knín au sud-ouest, et par Malá Hraštice et Nová Ves pod Pleší à l'ouest.

## Histoire
La première mention écrite de la localité date de 1412.

## Transports
Par la route, Velká Lečice se trouve à 15 km de Dobříš, à 32 km de Příbram et à 40 km de Prague.